# Фудбалски савез Аустрије
Фудбалски савез Аустрије ОФБ је главна фудбалска организација Аустрије. Организује аустријску Бундеслигу, Аустријски куп и фудбалску репрезентацију Аутрије, и мушку и женску. Седиште фудбалског савеза Аустрије је у Бечу. Основан је 1904. а члан је ФИФА од 1905. године. Члан УЕФА је од оснивања 1954. године.